# Pseudotropheus crabro
Pseudotropheus crabro är en fiskart som först beskrevs av Anthony J. Ribbink och Lewis 1982.  Pseudotropheus crabro ingår i släktet Pseudotropheus och familjen Cichlidae. IUCN kategoriserar arten globalt som livskraftig. Inga underarter finns listade i Catalogue of Life.